# 玉村勇助

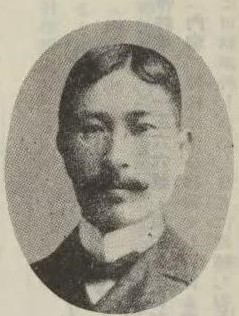
玉村勇助

玉村 勇助（たまむら ゆうすけ、1870年12月24日（明治3年11月3日） - 1946年（昭和21年）12月26日）は、日本の技術者、発明家。
福井県出身。1895年（明治28年）に東京帝国大学工科土木科を卒業した。1898年（明治31年）から足尾銅山に勤務し、銅山で使用されていたイギリス製の空中ケーブルの改良に従事した。1902年（明治35年）に自在運搬器を発明し、1907年（明治40年）に玉村工務所を開設した。同年1907年に有翼抱索子を発明して新型ケーブルを開発した。
1919年と1933年に全国発明表彰の有功賞が授与されている。

## 特許
- 特許第44436号 複線式搬車